# Firestone 550 2012
Das Firestone 550 2012 fand am 9. Juni auf dem Texas Motor Speedway in Fort Worth, Texas, Vereinigte Staaten statt und war das siebte Rennen der IndyCar-Series-Saison 2012.

## Berichte

### Hintergrund
Nach dem Chevrolet Detroit Belle Isle Grand Prix führte Will Power in der Fahrerwertung mit 26 Punkten Vorsprung auf Scott Dixon und mit 55 Punkten Vorsprung auf Hélio Castroneves. Bei den Motorenherstellern führte Chevrolet mit 6 Punkten vor Honda und mit 24 Punkten vor Lotus.
Erstmals nach dem tödlichen Unfall von Dan Wheldon beim Saisonfinale 2011 auf dem Las Vegas Motor Speedway kehrte die IndyCar Series auf ein Intermediate-Oval zurück. Die Kurvenüberhöhung auf dem Texas Motor Speedway war mit 24° höher als auf dem Las Vegas Motor Speedway mit 20°. Zudem waren an der Strecke wie in Las Vegas Fangzäune mit innen angebrachten Pfosten angebracht. Solche Fangzäune waren mit verantwortlich für die tödlichen Verletzungen Wheldons gewesen. Dies sorgte im Vorfeld des Rennens für Kritik. Aus Sicherheitsgründen wurde der Abtrieb des Dallara DW12 für dieses Rennen reduziert. Laut Ryan Briscoe wollte man damit erreichen, dass eine Runde nicht mehr problemlos mit vollem Tempo fahrbar ist und Pack-Racing reduziert wird.
Katherine Legge kehrte zu diesem Rennen planmäßig in ihr Cockpit bei Dragon Racing zurück und löste Sébastien Bourdais ab. Legge und Bourdais teilten sich das Cockpit, wobei Legge die Ovalkurse und Bourdais die anderen Rennen bestritt.
Mit Castroneves (zweimal), Tony Kanaan, Dixon, Briscoe, Dario Franchitti und Power (je einmal) traten sechs ehemalige Sieger zu diesem Rennen an. Castroneves war zudem einmaliger Sieger des Chevy 500, einem IndyCar-Rennen, welches ebenfalls auf dem Texas Motor Speedway stattfand.

### Training
Das Training zum Firestone 550 wurde um 75 Minuten nach hinten verschoben, da es zuvor geregnet hatte und die Fahrbahn noch nicht trocken war. Das Training dauerte 75 Minuten. Franchitti fuhr die schnellste Zeit vor seinem Teamkollegen Dixon und Josef Newgarden. Es gab drei Unterbrechungen der Trainingssitzung. Zweimal für Streckeninspektionen, einmal nach einem technischen Defekt am Fahrzeug von Mike Conway.

### Qualifying
Die Startaufstellung zum Firestone 550 wurde durch ein Qualifying mit Einzelzeitfahrmodus bestimmt. Jeder Pilot fuhr zwei fliegende Runden hintereinander und die Gesamtzeit war für das Ergebnis ausschlaggebend.
Alex Tagliani erzielte die Pole-Position. Es war seine erste Pole-Position seit dem letztjährigen IndyCar-Rennen auf dieser Strecke. Die Plätze zwei bis vier gingen an die Ganassi-Piloten Franchitti, Graham Rahal und Dixon. Power war als Fünfter bester Pilot mit Chevrolet-Motor, die ersten vier Positionen gingen allesamt an Fahrzeuge mit Honda-Motor.
Simona de Silvestro erreichte als einzige Lotus-Pilotin den 23. Startplatz und schlug damit J. R. Hildebrand, der einen Fehler bei seinem Qualifyingversuch machte. Rennleiter Beaux Barfield kündigte bereits vor dem Wochenende im Bezug auf Lotus an, dass jeder Fahrer, der im Rennen nicht innerhalb der 105-Prozent-Regel fahren kann, mit der schwarzen Flagge aus dem Rennen genommen werden wird.
Newgarden erzielte wegen Motorenproblemen keine Zeit.
Im Anschluss an das Qualifying wurden Conway, Newgarden und de Silvestro wegen vorzeitiger Motorenwechsel um zehn Positionen nach hinten versetzt.

### Abschlusstraining
Im Abschlusstraining, welches bei dieser Veranstaltung direkt nach dem Qualifying stattfand, fuhr Dixon die schnellste Rundenzeit vor Conway und Tagliani. Takuma Satō, der Vierter wurde, erlitt am Ende des Trainings einen Motorschaden, welcher zum Abbruch der Sitzung führte. Satō wurde daher ebenfalls um zehn Startpositionen nach hinten versetzt.

### Rennen
Vor dem Start des Rennens wurde den Fahrzeugen ein zuvor entfernter Gurney Flap wieder hinzugefügt, um den Abtrieb wieder leicht zu erhöhen.
Als die Fahrer in die Einführungsrunde gingen, waren de Silvestro und Rubens Barrichello nicht mit von der Partie. De Silvestros Bolide hatte ein Problem mit der Benzinpumpe, Barrichellos Auto ließ sich nicht starten.
Tagliani verteidigte die Führung beim Start und behielt diese für die ersten zwanzig Runden. Anschließend übernahm Dixon die Führung und behielt diese für fast 100 Runden am Stück. Für Dixons Teamkollegen Franchitti lief es hingegen nicht so gut, da er Handlingsprobleme hatte. Zunächst absolvierte er unter Grün einen unplanmäßigen Stopp in der 20. Runde. 20 Runden später kam er ein weiteres Mal an die Box, um den Stabilisator am Heck wechseln zu lassen. Durch die Stopps fiel er mehrere Runden zurück. Für seinen Teamkollegen Charlie Kimball war das Rennen indes schon in der 30. Runde beendet, da er in die Mauer einschlug und die erste Gelbphase auslöste.
Bei den folgenden Boxenstopps kam es in der Boxengasse zu einer Kollision zwischen Simon Pagenaud und Justin Wilson. Beide Piloten fuhren weiter. Pagenaud erhielt eine Durchfahrtsstrafe und fiel eine Runde zurück. In der 64. Runde wurde die nächste Gelbphase ausgelöst: Satō verlor auf der Gegengeraden die Kontrolle über sein Fahrzeug und schlug innen ein. Es war Satōs sechster Ausfall im siebten Saisonrennen. In der anschließenden Gelbphase gab Ryan Hunter-Reay mit technischen Problemen auf. Einige Runden später beendete Oriol Servià das Rennen ebenfalls mit einem technischen Problem an der Box.
Die nächste Gelbphase löste E. J. Viso aus, der auf der Strecke mit technischen Problemen ausrollte. Bei den folgenden Boxenstopps kam es in der Box zu einer Kollision zwischen Newgarden und Castroneves. Newgarden erhielt für dieses Vergehen eine Durchfahrtsstrafe. Beide Piloten fuhren weiter.
Dixon, der in der Zwischenzeit über die Hälfte der Gesamtdistanz in Führung gelegen war, wurde in der 171. Runde von Power überholt. Dixon hatte damit zu kämpfen, dass sich die Balance des Fahrzeugs während des Stints von frischen auf abgefahrene Reifen stark veränderte. In der 174. Runde kam es schließlich zu einem Unfall von Dixon. Auf Platz zwei liegend kam er vor dem Überrunden von James Jakes auf den Apron und verlor die Kontrolle über sein Fahrzeug. Er schlug in die Mauer ein und schied aus.
Beim anschließenden Restart fiel Power durch eine Unsportlichkeit auf. Während sein Teamkollege Briscoe ihn auf der Außenbahn überholte, versuchte Kanaan auf der Innenbahn an Power vorbeizufahren. Power zog jedoch nach links und es kam dabei zu einer Kollision zwischen ihm und Kanaan. Beide behielten die Kontrolle über ihr Fahrzeug, allerdings musste Kanaan mit einem beschädigten Frontflügel an die Box und fiel aus der Führungsrunde heraus. Power wurde kurz darauf von der Rennleitung wegen Blockens mit einer Durchfahrtsstrafe belegt. Dadurch fiel auch er aus der Führungsrunde heraus und kam auf dem achten Platz zurück auf die Strecke. Power kommentierte den Vorfall nach dem Rennen wie folgt: „Ich hatte Briscoe außen neben mir und Kanaan hat mich überrascht. Es tut mir leid, denn ich habe seinen Tag ruiniert, denn er musste den Flügel an der Box wechseln. Aber ich habe mit der Strafe auch meinen eigenen Tag ruiniert.“
An der Spitze übernahm in der Zwischenzeit Rahal die Führung von Briscoe. Rahal behauptete die Führung und hatte einen sicheren Vorsprung an der Spitze. In der drittletzten Runde kam es jedoch zu einer leichten Mauerberührung von Rahal. Er behielt die Kontrolle über sein Fahrzeug, aber Wilson zog zwei Runden vor Schluss auf der Gegengerade vorbei und gewann schließlich das Rennen. Es war Wilsons erster Saisonsieg und sein erster Sieg auf einem Ovalkurs überhaupt. Sein Auto war, so Wilson, besonders auf den Longruns stark. Wilson war vom 17. Startplatz ins Rennen gegangen. Rahal erreichte das Ziel auf dem zweiten Platz vor Briscoe.
James Hinchcliffe, der seine Strategie wegen nachlassender Reifen im Rennen änderte, wurde Vierter vor Hildebrand, der von Platz 23 gestartet war und sich im Rennen nach vorne gearbeitet hatte. Pagenaud, der zwischenzeitlich eine Runde zurücklag, erreichte als Sechster und letzter Pilot in der Führungsrunde das Ziel. Die Top 10 komplettierten Castroneves, Power, Tagliani und Jakes.
Nach dem Rennen wurden Strafen gegen Wilson und Ed Carpenter ausgesprochen, da die Fahrzeuge nicht dem Reglement entsprachen. Bei Wilson befanden sich nicht zugelassene aerodynamische Komponenten an den Sidepods, bei Carpenter war ein nicht regelkonformer zusätzlicher Gurney Flap angebracht. Wilsons Rennstall Dale Coyne Racing wurden fünf Ownerpunkte abgezogen und mit einer Geldstrafe von 7.500 US-Dollar belegt. Ed Carpenter Racing wurde ein Ownerpunkt abgezogen und musste eine Geldstrafe von 5.000 US-Dollar zahlen. Die Klassifikation des Rennens blieb unverändert und auch auf die Fahrerwertung hatten diese Strafen keinen Einfluss.
Power behielt die Führung in der Meisterschaft und baute den Vorsprung auf Dixon etwas aus. Hinchcliffe übernahm den dritten Platz von Castroneves. Bei den Motorenherstellern blieben die Positionen unverändert.
Die Fahrer waren mit dem Rennen sehr zufrieden. Power äußerte nach dem Rennen: „Das war das beste Racing, das ich jemals in einem Oval erlebt habe. Du musstest lupfen und richtig Auto fahren. Das hat Spaß gemacht.“ Das gefährliche Pack-Racing wurde durch die vorgenommenen Modifikationen am Fahrzeug verhindert. Dafür gab es einige spannende Zweikämpfe. Die Fahrer sprachen sich nach dem Rennen dafür aus, weiterhin auf der Strecke IndyCar-Rennen auszutragen. Der Vertrag zwischen Strecke und IndyCar endete nach diesem Rennen, wurde jedoch verlängert.

## Meldeliste
Alle Teams und Fahrer verwendeten das Chassis Dallara DW12 mit einem Aero-Kit von Dallara und Reifen von Firestone.
| Team                                   | Nr. | Fahrer              | Motor     |
| -------------------------------------- | --- | ------------------- | --------- |
| Team Penske                            | 02  | Ryan Briscoe        | Chevrolet |
| Team Penske                            | 03  | Hélio Castroneves   | Chevrolet |
| Team Penske                            | 12  | Will Power          | Chevrolet |
| Panther Racing                         | 04  | J. R. Hildebrand    | Chevrolet |
| KV Racing Technology                   | 05  | E. J. Viso          | Chevrolet |
| KV Racing Technology                   | 08  | Rubens Barrichello  | Chevrolet |
| Dragon Racing                          | 06  | Katherine Legge     | Chevrolet |
| Target Chip Ganassi Racing             | 09  | Scott Dixon         | Honda     |
| Target Chip Ganassi Racing             | 10  | Dario Franchitti    | Honda     |
| KV Racing Technology w/SH              | 11  | Tony Kanaan         | Chevrolet |
| A. J. Foyt Enterprises                 | 14  | Mike Conway         | Honda     |
| Rahal Letterman Lanigan                | 15  | Takuma Satō         | Honda     |
| Dale Coyne Racing                      | 18  | Justin Wilson       | Honda     |
| Dale Coyne Racing                      | 19  | James Jakes         | Honda     |
| Ed Carpenter Racing                    | 20  | Ed Carpenter        | Chevrolet |
| Panther/Dreyer & Reinbold Racing       | 22  | Oriol Servià        | Chevrolet |
| Andretti Autosport                     | 26  | Marco Andretti      | Chevrolet |
| Andretti Autosport                     | 27  | James Hinchcliffe   | Chevrolet |
| Andretti Autosport                     | 28  | Ryan Hunter-Reay    | Chevrolet |
| Service Central Chip Ganassi Racing    | 38  | Graham Rahal        | Honda     |
| Sarah Fisher Hartman Racing            | 67  | Josef Newgarden     | Honda     |
| Schmidt Hamilton Motorsports           | 77  | Simon Pagenaud      | Honda     |
| Lotus-HVM Racing                       | 78  | Simona de Silvestro | Lotus     |
| Novo Nordisk Chip Ganassi Racing       | 83  | Charlie Kimball     | Honda     |
| Bryan Herta Autosport w/Curb-Agajanian | 98  | Alex Tagliani       | Honda     |

Quelle:

## Klassifikationen

### Qualifying
| Pos. | Fahrer              | Team                                   | Fahrzeug          | Zeit       | Ø-Geschwindigkeit in mph | Start |
| ---- | ------------------- | -------------------------------------- | ----------------- | ---------- | ------------------------ | ----- |
| 01   | Alex Tagliani       | Bryan Herta Autosport w/Curb-Agajanian | Dallara-Honda     | 0:48,5695  | 215,691                  | 01    |
| 02   | Dario Franchitti    | Target Chip Ganassi Racing             | Dallara-Honda     | 0:48,5797  | 215,646                  | 02    |
| 03   | Graham Rahal        | Service Central Chip Ganassi Racing    | Dallara-Honda     | 0:48,6003  | 215,554                  | 03    |
| 04   | Scott Dixon         | Target Chip Ganassi Racing             | Dallara-Honda     | 0:48,6507  | 215,331                  | 04    |
| 05   | Will Power          | Team Penske                            | Dallara-Chevrolet | 0:48,6992  | 215,116                  | 05    |
| 06   | James Hinchcliffe   | Andretti Autosport                     | Dallara-Chevrolet | 0:48,7438  | 214.920                  | 06    |
| 07   | Tony Kanaan         | KV Racing Technology w/SH              | Dallara-Chevrolet | 0:48,7934  | 214,701                  | 07    |
| 08   | Mike Conway         | A. J. Foyt Enterprises                 | Dallara-Honda     | 0:48,8487  | 214,458                  | 18    |
| 09   | Marco Andretti      | Andretti Autosport                     | Dallara-Chevrolet | 0:48,8564  | 214,424                  | 08    |
| 10   | Takuma Satō         | Rahal Letterman Lanigan                | Dallara-Honda     | 0:48,9085  | 214,196                  | 20    |
| 11   | Simon Pagenaud      | Schmidt Hamilton Motorsports           | Dallara-Honda     | 0:48,9345  | 214,082                  | 09    |
| 12   | Ryan Briscoe        | Team Penske                            | Dallara-Chevrolet | 0:48,9396  | 214,060                  | 10    |
| 13   | Oriol Servià        | Panther/Dreyer & Reinbold Racing       | Dallara-Chevrolet | 0:48,9632  | 213,957                  | 11    |
| 14   | Rubens Barrichello  | KV Racing Technology                   | Dallara-Chevrolet | 0:48,9650  | 213,949                  | 12    |
| 15   | Ryan Hunter-Reay    | Andretti Autosport                     | Dallara-Chevrolet | 0:48,9699  | 213,927                  | 13    |
| 16   | E. J. Viso          | KV Racing Technology                   | Dallara-Chevrolet | 0:49,0807  | 213,444                  | 14    |
| 17   | Hélio Castroneves   | Team Penske                            | Dallara-Chevrolet | 0:49,0904  | 213,402                  | 15    |
| 18   | Charlie Kimball     | Novo Nordisk Chip Ganassi Racing       | Dallara-Honda     | 0:49,2217  | 212,833                  | 16    |
| 19   | Justin Wilson       | Dale Coyne Racing                      | Dallara-Honda     | 0:49,3834  | 212,136                  | 17    |
| 20   | Ed Carpenter        | Ed Carpenter Racing                    | Dallara-Chevrolet | 0:49,4984  | 211,643                  | 19    |
| 21   | James Jakes         | Dale Coyne Racing                      | Dallara-Honda     | 0:49,5917  | 211,245                  | 21    |
| 22   | Katherine Legge     | Dragon Racing                          | Dallara-Chevrolet | 0:49,7570  | 210,543                  | 22    |
| 23   | Simona de Silvestro | Lotus-HVM Racing                       | Dallara-Lotus     | 0:51,3364  | 204,066                  | 24    |
| 24   | J. R. Hildebrand    | Panther Racing                         | Dallara-Chevrolet | 0:51,7089  | 202,596                  | 23    |
| 25   | Josef Newgarden     | Sarah Fisher Hartman Racing            | Dallara-Honda     | keine Zeit | –                        | 25    |

Anmerkungen
1. ↑  Mike Conway wurde aufgrund eines vorzeitigen Motorenwechsels um 10 Positionen nach hinten versetzt.
2. ↑  Takuma Satō wurde aufgrund eines vorzeitigen Motorenwechsels um 10 Positionen nach hinten versetzt.
3. ↑  Simona de Silvestro wurde aufgrund eines vorzeitigen Motorenwechsels um 10 Positionen nach hinten versetzt.
4. ↑  Josef Newgarden wurde aufgrund eines vorzeitigen Motorenwechsels um 10 Positionen nach hinten versetzt.

Quellen: 

### Rennen
| Pos. | Fahrer              | Team                                   | Fahrzeug          | Runden | Zeit         | Start | Führungsrunden |
| ---- | ------------------- | -------------------------------------- | ----------------- | ------ | ------------ | ----- | -------------- |
| 01   | Justin Wilson       | Dale Coyne Racing                      | Dallara-Honda     | 228    | 1:59:02,0131 | 17    | 011            |
| 02   | Graham Rahal        | Service Central Chip Ganassi Racing    | Dallara-Honda     | 228    | + 3,9202     | 03    | 027            |
| 03   | Ryan Briscoe        | Team Penske                            | Dallara-Chevrolet | 228    | + 5,8619     | 10    | 005            |
| 04   | James Hinchcliffe   | Andretti Autosport                     | Dallara-Chevrolet | 228    | + 10,4511    | 06    | 008            |
| 05   | J. R. Hildebrand    | Panther Racing                         | Dallara-Chevrolet | 228    | + 18,7749    | 23    | 000            |
| 06   | Simon Pagenaud      | Schmidt Hamilton Motorsports           | Dallara-Honda     | 228    | + 21,3883    | 09    | 000            |
| 07   | Hélio Castroneves   | Team Penske                            | Dallara-Chevrolet | 227    | + 1 Runde    | 15    | 000            |
| 08   | Will Power          | Team Penske                            | Dallara-Chevrolet | 227    | + 1 Runde    | 05    | 024            |
| 09   | Alex Tagliani       | Bryan Herta Autosport w/Curb-Agajanian | Dallara-Honda     | 227    | + 1 Runde    | 01    | 020            |
| 10   | James Jakes         | Dale Coyne Racing                      | Dallara-Honda     | 227    | + 1 Runde    | 21    | 000            |
| 11   | Tony Kanaan         | KV Racing Technology w/SH              | Dallara-Chevrolet | 227    | + 1 Runde    | 07    | 000            |
| 12   | Ed Carpenter        | Ed Carpenter Racing                    | Dallara-Chevrolet | 227    | + 1 Runde    | 19    | 000            |
| 13   | Josef Newgarden     | Sarah Fisher Hartman Racing            | Dallara-Honda     | 226    | + 2 Runden   | 25    | 000            |
| 14   | Dario Franchitti    | Target Chip Ganassi Racing             | Dallara-Honda     | 225    | + 3 Runden   | 02    | 000            |
| 15   | Katherine Legge     | Dragon Racing                          | Dallara-Chevrolet | 224    | + 4 Runden   | 22    | 000            |
| 16   | Mike Conway         | A. J. Foyt Enterprises                 | Dallara-Honda     | 224    | + 4 Runden   | 18    | 000            |
| 17   | Marco Andretti      | Andretti Autosport                     | Dallara-Chevrolet | 222    | + 6 Runden   | 08    | 000            |
| 18   | Scott Dixon         | Target Chip Ganassi Racing             | Dallara-Honda     | 173    | DNF          | 04    | 133            |
| 19   | E. J. Viso          | KV Racing Technology                   | Dallara-Chevrolet | 129    | DNF          | 14    | 000            |
| 20   | Oriol Servià        | Panther/Dreyer & Reinbold Racing       | Dallara-Chevrolet | 089    | DNF          | 11    | 000            |
| 21   | Ryan Hunter-Reay    | Andretti Autosport                     | Dallara-Chevrolet | 066    | DNF          | 13    | 000            |
| 22   | Takuma Satō         | Rahal Letterman Lanigan                | Dallara-Honda     | 063    | DNF          | 20    | 000            |
| 23   | Charlie Kimball     | Novo Nordisk Chip Ganassi Racing       | Dallara-Honda     | 029    | DNF          | 16    | 000            |
| 24   | Rubens Barrichello  | KV Racing Technology                   | Dallara-Chevrolet | 000    | DNS          | 12    | 000            |
| 25   | Simona de Silvestro | Lotus-HVM Racing                       | Dallara-Lotus     | 000    | DNS          | 24    | 000            |

Quellen: 

#### Führungsabschnitte
| Abschnitt | Runden  | Fahrer            |
| --------- | ------- | ----------------- |
| 01        | 1–20    | Alex Tagliani     |
| 02        | 21–116  | Scott Dixon       |
| 03        | 117–125 | Justin Wilson     |
| 04        | 126–133 | Scott Dixon       |
| 05        | 134–141 | James Hinchcliffe |
| 06        | 142–170 | Scott Dixon       |
| 07        | 171–194 | Will Power        |
| 08        | 195–199 | Ryan Briscoe      |
| 09        | 200–226 | Graham Rahal      |
| 10        | 227–228 | Justin Wilson     |

Quellen: 

#### Gelbphasen
| Nr. | Dauer   | Runden | Grund für Gelbphase                       |
| --- | ------- | ------ | ----------------------------------------- |
| 1   | 31–39   | 09     | Kontakt: Charlie Kimball (#83) in Kurve 4 |
| 2   | 65–70   | 06     | Kontakt: Takuma Satō (#15) in Kurve 3     |
| 3   | 131–137 | 07     | Stillstand: E. J. Viso (#5) in Kurve 1    |
| 4   | 174–183 | 10     | Kontakt: Scott Dixon (#9) in Kurve 4      |

Quellen: 

## Punktestände nach dem Rennen

### Fahrerwertung
Die Punktevergabe wird hier erläutert.
| Pos. | Fahrer            | Punkte |
| ---- | ----------------- | ------ |
| 01.  | Will Power        | 256    |
| 02.  | Scott Dixon       | 220    |
| 03.  | James Hinchcliffe | 208    |
| 04.  | Hélio Castroneves | 203    |
| 05.  | Simon Pagenaud    | 199    |
| 06.  | Dario Franchitti  | 192    |
| 07.  | Ryan Hunter-Reay  | 181    |
| 08.  | Ryan Briscoe      | 177    |
| 09.  | Tony Kanaan       | 160    |
| 10.  | Justin Wilson     | 156    |
| 11.  | Graham Rahal      | 149    |

| Pos. | Fahrer             | Punkte |
| ---- | ------------------ | ------ |
| 12.  | J. R. Hildebrand   | 149    |
| 13.  | Oriol Servià       | 141    |
| 14.  | Charlie Kimball    | 132    |
| 15.  | Takuma Satō        | 124    |
| 16.  | Rubens Barrichello | 118    |
| 17.  | E. J. Viso         | 118    |
| 18.  | Marco Andretti     | 118    |
| 19.  | Mike Conway        | 111    |
| 20.  | James Jakes        | 109    |
| 21.  | Josef Newgarden    | 104    |
| 22.  | Ed Carpenter       | 103    |

| Pos. | Fahrer              | Punkte |
| ---- | ------------------- | ------ |
| 23.  | Alex Tagliani       | 102    |
| 24.  | Sébastien Bourdais  | 86     |
| 25.  | Simona de Silvestro | 83     |
| 26.  | Katherine Legge     | 76     |
| 27.  | Ana Beatriz         | 28     |
| 28.  | Townsend Bell       | 26     |
| 29.  | Michel Jourdain jr. | 16     |
| 30.  | Sebastian Saavedra  | 14     |
| 31.  | Bryan Clauson       | 13     |
| 32.  | Wade Cunningham     | 13     |
| 33.  | Jean Alesi          | 13     |

### Herstellerwertung
| Pos. | Hersteller | Punkte |
| ---- | ---------- | ------ |
| 01.  | Chevrolet  | 54     |
| 02.  | Honda      | 51     |
| 03.  | Lotus      | 28     |